# 風神界逅
『風神界逅』（ふうじんかいこう）は、陰陽座の11枚目のオリジナルアルバム。2014年9月24日にキングレコードから発売される。

## 概要
前作『鬼子母神』から約3年ぶりのリリースとなる。アルバム『雷神創世』と同時にリリースされ、さらに各アルバム毎に独立したライブツアーも行われた。
本作品に収録された楽曲は全てレギュラーチューニングで演奏されている。

## 収録曲
1. 風神（ふうじん）[2:17]
（作曲：瞬火）
2. 神風（かみかぜ）[5:09]
（作詞・作曲：瞬火）
3. 然れど偽りの送り火（されどいつわりのおくりび）[3:48]
（作詞・作曲：瞬火）
4. 一目連（いちもくれん）[4:14]
（作詞・作曲：瞬火）
5. 蛇蠱（へびみこ）[4:48]
（作詞・作曲：瞬火）
6. 飆（つむじかぜ）[3:21]
（作詞・作曲：瞬火）
7. 無風忍法帖（むふうにんぽうちょう）[3:50]
（作詞・作曲：瞬火）
8. 八百比丘尼（やおびくに）[8:00]
（作詞・作曲：瞬火）
9. 眼指（まなざし）[5:13]
（作詞：瞬火／作曲：狩姦）
10. 雲は龍に舞い、風は鳳に歌う（くもはりゅうにまい、かぜはとりにうたう）[5:11]
（作詞：瞬火／作曲：黒猫）
11. 故に其の疾きこと風の如く（ゆえにそのはやきことかぜのごとく）[5:23]
（作詞・作曲：瞬火）
12. 春爛漫に式の舞う也（はるらんまんにしきのまうなり）[5:31]
（作詞・作曲：瞬火）

## その他
蛇蠱の伝承を元に「蛇蠱(へびみこ)」の曲が作られた
。